# Сокіл-карлик червононогий
Сокіл-карлик червононогий (Microhierax caerulescens) — вид хижих птахів родини соколових (Falconidae).

## Поширення
Вид поширений на Індійському субконтиненті та Південно-Східній Азії в Бангладеш, Бутані, Індії, Камбоджі, Лаосі, Малайзії, М'янмі, Непалі, Таїланді та В'єтнамі. Населяє ліси помірного поясу, часто на узліссях широколистяних лісів, а також насадження та біля річок.

## Опис
Птах завдовжки 14-18 см, вагою від 30 до 50 г, розмах крил 28-34 см. Самиця більша і важча за самця. За розміром і поведінкою з відносно короткими крилами і чорним хвостом середньої довжини з чотирма білими смужками. Є широка біла шийна стрічка. Верхня частина тіла глянцево-чорна, лоб, вушні кришки і потилиця білі, на обличчі чорна маска, корона також чорна. Нижня сторона іржаво-червоно-біла, шия, нижня частина живота і стегна частково оперені, а нижня сторона хвоста темно-червоно-коричнева.

## Спосіб життя
Раціон складається в основному з великих комах, особливо метеликів, бабок і жуків, але полює також на дрібні птахи. Сезон розмноження припадає на кінець лютого-травень. Вони люблять гніздитися в дуплах заввишки від 10 до 12 м. Кладка складається з 4 білих яєць з мітками.

## Підвиди
- M. c. caerulescens (Linnaeus, 1758) — Східні Гімалаї (Непал, Бангладеш, північно-східна частина Індії).
- M. c. burmanicus Swann, 1920 — М'янма та Індокитай.